# Cumbre del MERCOSUR
La Cumbre del Mercosur son las máximas reuniones de Mercosur. La Reunión del Consejo del Mercado Común es la junta superior, encargado de la conducción política y la toma de decisiones del MERCOSUR, integrado por los Ministros de Relaciones Exteriores y Ministros de Economía, se realiza por lo menos semestralmente. La Cumbre de Jefes de Estado del MERCOSUR y Estados Asociados es la reunión de líderes del Mercado Común del Sur (Mercosur) y los asociados.

## Reuniones
- 54° Cumbre - Santa Fe (Argentina) - 17 de julio de 2019[1]
- 55° Cumbre en Bento Gonçalves, Río Grande del Sur (Brasil) - 5 de diciembre de 2019[2]
- 56° Cumbre (virtual) - 2 de julio de 2020[3]
- LVII Cumbre (virtual) - 16 de diciembre de 2020[4]
- Cumbre (virtual) - 26 de marzo de 2021[5]
- LX Cumbre - Luque (Paraguay) - 20 y 21 de julio de 2022[6]